# 天草 (海防艦)
天草（あまくさ）は、日本海軍の海防艦。普遍的には択捉型海防艦の10番艦とされているが、海軍省が定めた公式類別では占守型海防艦の15番艦。艦名は運送船天草丸に次いで2代目。艦名の由来は九州西部の熊本県と鹿児島県にまたがる天草諸島から。終戦直前の1945年（昭和20年）8月9日、女川湾においてイギリス海軍の空母フォーミダブルから発進したF4U コルセアの空襲により沈没した。

## 艦歴

### 竣工まで
マル急計画の海防艦甲型、第310号艦型の12番艦、仮称艦名第321号艦として計画。1943年（昭和18年）4月5日、日立造船桜島造船所で起工。7月31日、「天草」と命名。本籍を横須賀鎮守府と仮定され、占守型海防艦の15番艦に定められる。9月30日、進水。10月15日、艤装員長に篠田良知少佐が着任。10月18日、艤装員事務所を設置。11月20日、竣工。篠田少佐（天草艤装員長）は天草海防艦長となる。同日付で、天草艤装員事務所は撤去された。本籍を横須賀鎮守府籍に定められ、海上護衛総司令部第二海上護衛隊に編入された。

### 昭和18年の行動
竣工した天草はすぐに神戸へ回航され、第8123船団を護衛して23日に出港。25日に横須賀に到着。12月3日、水上機母艦秋津洲を護衛して横須賀を出港し、9日にトラックに到着した。15日0800、特設運送船龍田川丸（東洋海運、1,923トン）、海軍一般徴用船五星丸（興運汽船、1,931トン）、鐡洋丸（大阪商船、2,130トン）他輸送船2隻からなる第4215船団を特設運送船第2号長安丸（東亜海運、2,612トン）と共に護衛してトラックを出港し、28日に横須賀に到着。31日、海軍一般徴用船辰浦丸（辰馬汽船、6,430トン）、国陽丸（大阪商船、4,667トン）、特設運送船秋葉山丸（三井船舶、4,603トン）からなる第3231船団を護衛して横須賀を出港し、1944年（昭和19年）1月12日にトラックに到着した。

### 昭和19年の行動
1944年（昭和19年）1月19日、天草は海軍給糧艦杵埼、特設運送船(給炭油船)第18御影丸（武庫汽船、4,319トン）他輸送船3隻からなる第4119船団を、特設運送船第2号長安丸、特設掃海艇第2号能代丸（日本海洋漁業統制、216トン）、第23号駆潜特務艇他護衛艦1隻と共に護衛してトラックを出港した。20日、国光丸と第2号能代丸が対潜哨戒のため船団から分離。父島沖で父島へ向かう第23号駆潜特務艇、第2号長安丸が船団から分離し、31日に横須賀に到着。
2月4日、天草は陸軍輸送船暁天丸（拿捕船、6,854トン/旧英船Empire Pagota）、新京丸（大連汽船、5,139トン）、辰羽丸（辰馬汽船、5,784トン）他輸送船2隻からなる第3206船団を、駆逐艦藤波、澤風、第31号駆潜艇と共に護衛して横須賀を出港する。
荒天により反転し、5日に館山に到着。6日に館山を出港しトラックに向かう。ところがトラックを目前にした2月17日未明、船団はアメリカ潜水艦タング (USS Tang, SS-306) に発見される。0045、藤波がタングを探知し爆雷5発を投下したが、被害はなかった。0235、タングは北緯08度02分 東経149度17分 / 北緯8.033度 東経149.283度のトラック島西北西300km地点で魚雷4本を発射。うち2本が暁天丸の左舷4番船倉、3番船倉中央部に命中。0255に総員退去となった暁天丸は0320に3番船倉で船体が折れて沈没した。
船団部隊は救助作業を行う藤波を残してトラックに向かうが、トラック西北西150km地点まできたところでトラック島空襲に遭遇する。第58任務部隊（マーク・ミッチャー中将）から飛来してきた艦上機群は船団部隊を攻撃。
海軍一般徴用船瑞海丸（東亜海運、2,812トン）は1415に北緯07度49分 東経150度00分 / 北緯7.817度 東経150.000度の地点で被弾沈没し、辰羽丸は1420に北緯07度49分 東経150度10分 / 北緯7.817度 東経150.167度の地点で3番船倉に爆弾が直撃し積荷のダイナマイトが誘爆、船体がへし折られて沈没した。天草は新京丸を護衛してサイパンへ向かい、藤波と隆興丸はトラックに向かった。天草と新京丸は無事サイパンに到着した。
27日、天草は海防艦御蔵と共に新京丸を護衛してサイパンを出港。3月2日、船団は北緯06度22分 東経148度27分 / 北緯6.367度 東経148.450度のエンダービー島南南西120km地点付近で、アメリカ潜水艦ピクーダ (USS Picuda, SS-382) の雷撃を受け、新京丸が撃沈された。両艦は生存者の救助と爆雷15発の投下を行った後トラックに向かい、5日に到着した。6日1130、特設工作艦浦上丸（福洋汽船、4,317トン）、特設運送船寿山丸（大連汽船、3,943トン）、海軍一般徴用船白根丸（日本郵船、2,825トン）他輸送船1隻からなる第4304船団を御蔵、第33号駆潜艇、第21号掃海艇と共に護衛してトラックを出港。途中でパラオに向かう第33号駆潜艇を分離し、父島からやってきた第14号駆潜艇、第51号駆潜艇が合流。10日にサイパンに到着。同地で浦上丸、白根丸、寿山丸、第21号掃海艇が分離し出港。19日に横須賀に到着した。
4月1日、給糧艦間宮などを含む東松4号船団の護衛部隊（旗艦五月雨／第2護衛船団司令官清田孝彦少将、駆逐艦朝凪〈4月2日以降〉、海防艦隠岐、天草、御蔵、福江、2号、第3号、水雷艇鵯、第50号駆潜艇など）として東京湾を出港する。4月3日に陸軍船（岡田商船、2,814トン）がアメリカ潜水艦ポラック (USS Pollack, SS-180) の雷撃により、9日に海軍一般徴用船美作丸（日本郵船、4,667トン）がアメリカ潜水艦シーホース (USS Seahorse, SS-304) の雷撃によりそれぞれ撃沈されたが、それ以外の東松4号船団の各船は10日に無事にサイパンに到着した。天草は揚陸を終えた東松6号船団に加わり4月27日にサイパンを出港し、5月4日に船団は東京湾に無事に到着した。
5月6日、海防艦長が松井敏男少佐に交代。5月14日早朝、護衛艦艇（駆逐艦皐月、海防艦天草、第4号、第6号）は東松8号船団の輸送船3隻を護衛して館山を出港し、19日に船団は無傷でサイパンに到着した。24日1700、天草は特設運送船(給糧船)間宮丸（日本海洋漁業統制、397トン）、拓南丸（台湾海運、752トン）からなる第4525船団を駆潜艇2隻と共に護衛してサイパンを出港し、25日0900にグアムに到着。天草は同日中に出港し、30日に東京湾に到着した。
6月6日、天草は第3606船団を護衛して館山湾を出港。7日、海軍一般徴用船杉山丸（山下汽船、4,379トン）がアメリカ潜水艦ホエール (USS Whale, SS-239) の雷撃により損傷したため、第18号駆潜艇と特設掃海艇第8昭和丸（日本海洋漁業統制、264トン）に付き添われて東京湾に引き返した。続いて、8日に海軍一般徴用船神鹿丸（栗林商船、2,857トン）が故障を起こし、天草はこれを護衛して東京湾へ引き返した。9日、天草は特設運送船九州丸（尼崎汽船、632トン）、第10雲海丸（中村汽船、851トン）、陸軍輸送船弥栄丸（日本海汽船、1,941トン）他輸送船1隻からなる第3609船団を水雷艇千鳥、第18号駆潜艇、特設掃海艇第8昭和丸ほか護衛艦2隻と共に護衛して東京湾を出港。途中八丈島沖で貨客船芝園丸（日本郵船、1,851トン）が船団に合流。船団は12日に父島に到着した。14日、天草は美保丸船団を護衛して父島を出港。船団は八丈島南方で濃霧に包まれ、視界不良のため分裂状態となってしまう。15日、海軍一般徴用船甘井子丸（大連汽船、4,804トン）がアメリカ潜水艦ソードフィッシュ (USS Swordfish, SS-193) の雷撃により撃沈された。同日には第8昭和丸が消息を絶った他、豊川丸が浮上中の敵潜水艦らしきものを発見して体当たり攻撃を試み、相手を撃沈させたが豊川丸自身も衝突で船首を破損して浸水している。船団は16日に八丈島で集合することができ、17日に東京湾へ到着した。28日、天草は単独で横須賀を出港して対潜哨戒を行い、30日に横須賀に戻った。
7月3日、天草は特設運送船弥栄丸、雑役船公称第3995号（浚渫船）、海軍一般徴用船大慈丸（大阪商船、2,813トン）他輸送船4隻からなる第3701船団を軽巡洋艦八十島、海防艦隠岐、第20号掃海艇ほか護衛艦4隻と共に護衛して東京湾を出港。4日に八丈島に到着したところで父島が空襲を受けているとの情報に接したため同地で待機。結局天草は同地で海軍一般徴用船營口丸（日本郵船、1,847トン）、大慈丸、龍江丸(大連汽船、5,626トン)、護衛の第9号駆潜特務艇、第20号掃海艇、特設掃海艇第7昭和丸（日本海洋漁業統制、264トン）他護衛艦1隻と共に船団から分離。6日に八丈島を出港し、7日に横須賀に到着。10日、海軍一般徴用船大慈丸、營口丸、陸軍輸送船利根川丸（松岡汽船、4,997トン）他輸送船6隻からなる第3710船団を駆逐艦初春、若葉、第12号海防艦ほか護衛艦2隻と共に護衛して東京湾を出港。同日、陸軍輸送船日秀丸（日産汽船、7,785トン）が舵故障を起こしたため引き返した。12日、陸軍輸送船大誠丸（大阪商船、1,948トン）、利根川丸、1F型戦時標準貨物船第4東海丸（東海汽船、490トン）護衛の初春、第12号海防艦と共に船団から分離し、硫黄島へ向かう。14日、船団は無事硫黄島に到着した。同日、揚陸を終えた大誠丸、利根川丸、第4東海丸を初春、第12号海防艦と共に護衛して硫黄島を出港し、15日に父島に到着。16日、營口丸、大誠丸、利根川丸からなる第4716船団を初春、若葉、第12号海防艦他護衛艦1隻と共に護衛して父島を出港し、19日に東京湾に到着した。第4716船団護衛中の18日、サイパンの戦いによるサイパン島守備隊玉砕が公表され、サイパン所在の第二海上護衛隊司令部も玉砕してしまったため、第二海上護衛隊の解隊に伴い、天草は横須賀鎮守府警備海防艦となり横須賀防備戦隊に編入された。
8月11日、天草は横須賀を出港し、第二魚雷艇隊の八丈島進出を第11号掃海特務艇、第14号掃海特務艇と共に支援。20日1015、父島に到着し、同日中に出港。22日、横須賀に到着。28日、芝園丸、海軍一般徴用船伊那丸（日本郵船、853トン）からなる第3827船団を第44号駆潜艇、特設駆潜艇第2拓南丸（日本海洋漁業統制、343トン）と共に護衛して横須賀を出港し、館山に移動。29日に出港して父島に向かうが、31日に父島方面に敵機動部隊接近との報を受けて八丈島に向け反転。ところが伊那丸が低速のため後落し、そのまま消息を絶った。伊那丸は9月1日未明に北緯30度26分 東経140度53分 / 北緯30.433度 東経140.883度の鳥島北東80m地点でアメリカ潜水艦パイロットフィッシュ (USS Pilotfish, SS-386) の雷撃により撃沈されたことが戦後になって判明した。同日0900には、芝園丸がパイロットフィッシュの雷撃を受けるが、魚雷は命中しなかった。同日、船団は八丈島に到着。3日、天草は八丈島を出港して伊那丸の捜索を行い、4日に八丈島に戻った後5日に出港し、8日に横須賀に到着。11日、天草は横須賀を出発し、立山に移動。17日0700、海軍一般徴用船生田川丸（東洋海運、2,220トン）、雑役船公称第3998号（重油運搬船）からなる第4913船団を第4号海防艦、第44号駆潜艇と共に護衛中の特設駆潜艇第6拓南丸（日本海洋漁業統制、343トン）が0425に機関故障を起こして漂流しているとの報を受け、支援のために館山を出港。0745、三宅島沖で第6拓南丸は第44号駆潜艇と会合。1015、復旧した第6拓南丸は伊豆大島沖で天草と会合。1700、天草と第6拓南丸は横須賀に到着。先行して船団も同日横須賀に到着した。以降は横須賀と八丈島の間の対潜哨戒に従事。
10月19日、天草は生田川丸、雑役船公称第3998号、海軍一般徴用船い号海光丸（帝国水産統制、1,515トン）からなる第3017船団を駆逐艦旗風、水雷艇千鳥、第29号掃海艇と共に護衛して館山を出港。途中、天草は生田川丸、旗風と共に船団から分離し、23日に母島西浦に到着。同日、生田川丸単独からなる第4023乙船団を旗風と共に護衛して出港。24日0935、北緯27度15分 東経143度19分 / 北緯27.250度 東経143.317度の父島東方110km地点で船団はアメリカ潜水艦キングフィッシュ (USS Kingfish, SS-234) に発見される。キングフィッシュは1318に魚雷を4本を発射。うち1本が生田川丸に1本命中し同船は沈没、船団は消滅した。27日1300、旗風と天草は横須賀に到着。11月9日、天草は特設運送船第2号日吉丸（広南汽船、1,287トン）、海軍一般徴用船い号寿山丸（興国汽船、2,111トン）からなる第3108船団を水雷艇千鳥、第29号掃海艇と共に護衛して館山を出港。14日、母島沖で船団から分離し、母島に到着。15日、母島を出港し、第2号日吉丸、い号寿山丸からなる第4115船団と護衛の水雷艇千鳥、第29号掃海艇と合流。19日、船団は横須賀に到着し、天草は横須賀海軍工廠に入渠し整備を受ける。
30日、天草は弥栄丸、芝園丸、第2号日吉丸からなる第3129船団を第56号海防艦、第42号駆潜艇、第12号掃海特務艇他護衛艦2隻と共に護衛して館山を出港。同日1600、荒天で弥栄丸甲板上の大発及びデリックが飛び出したため、同船は列外に出て船団と併進しながら復旧に努めるが、作業困難のため第2拓南丸の護衛で館山に向かわせ、12月1日に船団は八丈島に到着。同地で弥栄丸を送り届けた後船団を追及していた第2拓南丸と合流し、2日に出港。4日、母島沖で第56号海防艦と共に船団から分離し、母島に到着。5日、天草は第56号海防艦と共に母島を出港し、母島沖で芝園丸、第2号日吉丸からなる第4205船団と護衛の第2拓南丸と合流。9日1030、船団は横須賀に到着。16日0800、第2号日吉丸、陸軍輸送船愛徳丸（大阪商船、1,332トン）、1E型戦時標準貨物船第6雲洋丸（中村汽船、830トン）からなる第3217船団を第4号海防艦、第56号海防艦、第27号掃海艇他護衛艦1隻と共に護衛して横須賀を出港し、館山に移動。船団は17日に出港し、途中で第4号海防艦が分離反転。20日、船団は父島に到着するが、第2号日吉丸と天草が触雷、第2号日吉丸は境浦に擱坐した。天草は第56号海防艦よりポンプを借りて排水作業を行ったため、生還できた。22日、第6雲洋丸、愛徳丸からなる第4222船団を第56号海防艦、第27号掃海艇、第2拓南丸と共に護衛して父島を出港し、25日に八丈島に寄港。26日1700、船団は横須賀に到着。天草は横須賀海軍工廠に入渠し修理を受ける。

### 昭和20年の行動
1945年（昭和20年）1月23日、天草は海軍一般徴用船長津丸（大阪商船、841トン）、貨物船御代丸（広南汽船、1,484トン）、雑役船公称第3998号からなる第3122船団を第4号海防艦、第44号駆潜艇、特設駆潜艇第8昭南丸（日本海洋漁業統制、350トン）と共に護衛して館山を出港。24日、父島方面に機動部隊接近の報により反転し、八丈島に向かう。25日、再度反転し、27日に父島に到着した。28日、長津丸、御代丸、雑役船公称第3998号からなる第4127船団を第4号海防艦、第42号駆潜艇、第44号駆潜艇他護衛艦1隻と共に護衛して父島を出港。同日夜、B-29の空爆を受けるが被害はなかった。30日、第4号海防艦が対潜掃討のため一時分離。2月1日、船団は館山に到着、天草は横須賀に戻った。
ここで海防艦長が内藤蕃少佐に交代。8日、小笠原諸島での対潜掃蕩を命じられて出撃した。哨戒行動のあと、第4号海防艦に合流して船団護衛をおこなうよう命じられる。2月16日、第4号海防艦と共に伊豆大島東方で船団護衛中、第58任務部隊艦上機の攻撃を受ける。天草は損傷して26名が戦死する被害を出した。横須賀海軍工廠に入渠し修理を受ける。3月16日、修理が完了した天草は「い号海光丸」単独からなる第3315船団を護衛して横須賀を出港し、下田に移動。17日に出港し、同日八丈島に到着。23日、い号海光丸単独からなる第4323船団を護衛して八丈島を出港し、24日に横須賀に到着。29日、貨物船龍神丸単独からなる第3328船団を護衛して横須賀を出港し、30日に八丈島に到着。29日、貨物船龍神丸単独からなる第3328船団を護衛して横須賀を出港し、30日に八丈島に到着。4月1日、貨物船龍神丸単独からなる第4101乙船団を護衛して八丈島を出港し、同日に横須賀に到着。9日、横須賀を出港し、12日に山田に到着。同日出港し、九州丸他輸送船1隻と護衛艦からなる第1413船団と合流。16日、船団は山田に到着。以降は東北東岸の哨戒に従事。5月28日、天草はW型戦時標準船第10青函丸(運輸省鉄道総局、2,850トン)を護衛して横須賀を出港し、30日に女川湾に到着。6月初旬に出港し、無事青森まで第10青函丸を送り届けている。6月30日、海防艦長が坂野正己少佐に交代。7月15日、横須賀鎮守府部隊第一特攻戦隊に編入。
8月3日、輸送船団を護衛して横須賀を出港し、6日に女川湾に到着。9日、女川湾に停泊中の標的艦大浜や本艦を、イギリス海軍の装甲空母フォーミダブル (HMS Formidable, R67) 艦上機が襲撃する。フォーミダブル搭載のF4U コルセア（カナダ海軍のロバート・ハンプトン・グレー大尉機）が投下した500ポンド爆弾が天草の後部主砲ターレットに直撃した。衝撃で弾薬庫が誘爆し船体の一部が吹き飛び、右舷に転覆して沈没した。機関員全員を含む乗員71名戦死。天草を沈めたグレー大尉も、対空砲火により撃墜されて戦死、第二次大戦最後のカナダ人戦死者となった。グレー大尉はこの戦闘での功績によりヴィクトリアクロス勲章が授与された。
1945年（昭和20年）9月15日、天草は占守型海防艦から削除され、帝国海防艦籍から除かれた。
天草の船体は戦後の1946年（昭和21年）に日本サルヴェージの手で浮揚されて解体作業が行われ、1948年（昭和22年）9月25日に解体完了となった。

## 艦長
艤装員長
1. 篠田良知 少佐：1943年10月15日[52] - 1943年11月20日

海防艦長
1. 篠田良知 少佐：1943年11月20日[53] - 1944年5月6日
2. 松井敏男 少佐：1944年5月6日[54] - 1945年2月20日
3. 内藤蕃 少佐：1945年2月20日[55] - 1945年6月30日
4. 坂野正己 少佐：1945年6月30日[56] -